# E-Prix di New York
L'E-Prix di New York è una gara annuale delle monoposto elettriche del campionato di Formula E che si tiene a Brooklyn, New York. L'evento inaugurale è stato diviso in due gare che si sono tenute il 15-16 luglio 2017.

## Circuito
L'E-Prix si corre sul circuito cittadino di Brooklyn. Il circuito è lungo 2.373 km, con 17 curve di vario tipo, e passa vicino al Brooklyn Cruise Terminal.

## Risultati
| Edizione | Gara | Tracciato | Vincitore                                    | Secondo                             | Terzo                                     | Pole position                       | Giro veloce                         |
| -------- | ---- | --------- | -------------------------------------------- | ----------------------------------- | ----------------------------------------- | ----------------------------------- | ----------------------------------- |
| 2017     | G1   | Brooklyn  | Sam Bird Virgin Racing                       | Jean-Éric Vergne Techeetah          | Stéphane Sarrazin Techeetah               | Alex Lynn Virgin Racing             | Maro Engel Venturi                  |
| 2017     | G2   | Brooklyn  | Sam Bird Virgin Racing                       | Felix Rosenqvist Mahindra Racing    | Nick Heidfeld Mahindra Racing             | Sam Bird Virgin Racing              | Daniel Abt Audi Sport ABT           |
| 2018     | G1   | Brooklyn  | Lucas Di Grassi Audi Sport ABT               | Daniel Abt Audi Sport ABT           | Sébastien Buemi Renault-e.dams            | Sébastien Buemi Renault-e.dams      | Felix Rosenqvist Mahindra Racing    |
| 2018     | G2   | Brooklyn  | Jean-Éric Vergne Techeetah                   | Lucas Di Grassi Audi Sport ABT      | Daniel Abt Audi Sport ABT                 | Sébastien Buemi Renault-e.dams      | Daniel Abt Audi Sport ABT           |
| 2019     | G1   | Brooklyn  | Sébastien Buemi e.Dams-Nissan                | Mitch Evans Jaguar Racing           | António Félix da Costa Andretti-BMW       | Sébastien Buemi e.Dams-Nissan       | Jean-Éric Vergne Techeetah-DS       |
| 2019     | G2   | Brooklyn  | Robin Frijns Virgin-Audi                     | Alexander Sims Andretti-BMW         | Sébastien Buemi e.Dams-Nissan             | Alexander Sims Andretti-BMW         | Daniel Abt Audi                     |
| 2021     | G1   | Brooklyn  | Maximilian Günther BMW i Andretti Motorsport | Jean-Éric Vergne DS Techeetah       | Lucas Di Grassi Audi Sport ABT Schaeffler | Nick Cassidy Envision Virgin Racing | Sam Bird Jaguar Racing              |
| 2021     | G2   | Brooklyn  | Sam Bird Jaguar Racing                       | Nick Cassidy Envision Virgin Racing | António Félix da Costa DS Techeetah       | Sam Bird Jaguar Racing              | António Félix da Costa DS Techeetah |